# Dig Your Own Hole
Az 1997-es Dig Your Own Hole a The Chemical Brothers második nagylemeze. A lemezen hallható Noel Gallagher (Oasis) és Beth Orton mint vendégénekesek. A borítón egy fekete-fehér kép látható az együttes egyik rajongójáról, Sarah Athertonról.
1998-ban a Q magazin olvasói minden idők 49. legjobb albumának választották meg. 2000-ben ugyanez a magazin a Minden idők 100 legjobb brit albuma lista 42. helyére rakta. 2000. január 21-én kapta meg a BPI-től a platina minősítést. Az album szerepel az 1001 lemez, amit hallanod kell, mielőtt meghalsz című könyvben.

## Kislemezek
Az It Doesn't Matter és Don't Stop the Rock dalokat 1996. június 1-jén adták ki Electronic Battle Weapon 1 és Electronic Battle Weapon 2 címen. A kiadványt a DJ-knek szánták, hogy teszteljék a klubokban. 1996. szeptember 30-án jelent meg az első hivatalos kislemez a lemezről, a Setting Sun. A brit kislemezlista élére került. A Where Do I Begin az első két kislemezhez hasonlóan csak promóciós célból jelent meg 1997 elején. 1997. március 24-én adták ki a Block Rockin' Beats-et; a brit kislemezlistán az első helyig jutott. Az Elektrobank 1997. szeptember 8-án jelent meg, a 17. helyig jutott a brit kislemezlistán. A The Private Psychedelic Reel 1997. december 1-jén látott napvilágot számozott speciális kiadás formájában.

## Az album dalai
|     | Cím                                        | Szerző(k)                                                                  | Hossz |
| --- | ------------------------------------------ | -------------------------------------------------------------------------- | ----- |
| 1.  | Block Rockin' Beats                        | The Chemical Brothers                                                      | 5:14  |
| 2.  | Dig Your Own Hole                          | Rowlands, Simons, Jesse Weaver                                             | 5:27  |
| 3.  | Elektrobank                                | Rowlands, Simons, Keith Murray, Ali Friend                                 | 8:18  |
| 4.  | Piku                                       | The Chemical Brothers                                                      | 4:54  |
| 5.  | Setting Sun (közreműködik Noel Gallagher)  | Rowlands, Simons, Noel Gallagher                                           | 5:29  |
| 6.  | It Doesn't Matter                          | Rowlands, Simons, Paul Conley, John Emelin, Tom Flye, Rusty Ford, Kim King | 6:14  |
| 7.  | Don't Stop the Rock                        | The Chemical Brothers                                                      | 4:50  |
| 8.  | Get Up on It Like This                     | Rowlands, Simons, Quincy Jones                                             | 2:47  |
| 9.  | Lost in the K-Hole                         | The Chemical Brothers                                                      | 3:52  |
| 10. | Where Do I Begin (közreműködik Beth Orton) | The Chemical Brothers                                                      | 6:56  |
| 11. | The Private Psychedelic Reel               | Rowlands, Simons, Jonathan Donahue                                         | 9:22  |

## Fordítás
Ez a szócikk részben vagy egészben a Dig Your Own Hole című angol Wikipédia-szócikk ezen változatának fordításán alapul.  Az eredeti cikk szerkesztőit annak laptörténete sorolja fel. Ez a jelzés csupán a megfogalmazás eredetét és a szerzői jogokat jelzi, nem szolgál a cikkben szereplő információk forrásmegjelöléseként.

## Külső hivatkozások
- Dig Your Own Hole Archiválva 2018. április 15-i dátummal a Wayback Machine-ben kritika / interjú.